# 開陽雙星

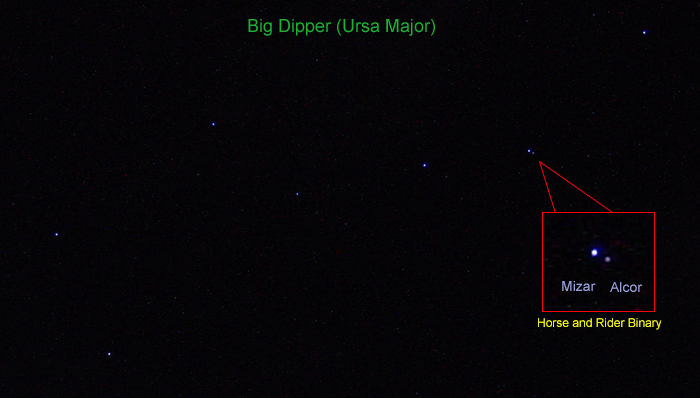
大熊座的開陽和開陽增一

開陽雙星是由開陽（Mizar）和開陽增一（Alcor）兩顆星構成的裸眼雙星，位於大熊座北斗七星的柄上。開陽是北斗七星末端的倒數第二顆星，而開陽增一是其較暗的伴星。開陽的西方名Mizar源自阿拉伯語 miʼzar，意為「圍裙」「包裝」「覆蓋」。而Alcor源自阿拉伯語 Suhā/Sohā，意思是「被遺忘者」或「被忽略者」，作為開陽的伴星而聞名。開陽又稱北斗六、大熊座ζ（ζ Ursae Majoris，縮寫：Zeta UMa、ζ UMa）本身就是一个四合星系统；開陽增一又稱大熊座80（80 Ursae Majoris，80 UMa），是一對聯星。二者構成一個六合星系統。根據依巴谷卫星測量，整个系統距離太阳約83光年。

## 恒星系統
以正常視力觀測，開陽增一位於距離開陽主星約12角分處。開陽增一的星等為3.99，光譜類型為A5V。它有一个微弱的紅矮星伴星，相隔1角秒。
開陽和開陽增一的自行表明它們在共同移動，一起移動的還有北斗七星除天樞和瑤光以外的其他恆星，這些恆星屬於大熊座移動星群，一個同源、較為稀疏的星群。然而，尚無證據表明它們是由是萬有引力聯繫起來的。 最近的研究表明，開陽增一雙星系統和開陽主星四合星系統之間的距離比以前認為的要近一些，約為74,000±39,000 AU或0.5–1.5光年。不確定性來源於不確定它們與我們之間的確切距離。如果它們二者與我們之間的距離完全相同（不太可能），則它們二者之間的距離僅為17,800 AU（0.281 ly）。 
開陽雙星之間還有一顆8等恆星Sidus Ludoviciana，是一個遙遠的背景物體。

## 視力測試
肉眼分辨開陽和開陽增一的能力通常被用於視力測試，尽管實際上視力較差的人也能看出兩顆星。阿拉伯文學認為，只有視力最好的人才能看到開陽的伴星。14世紀阿拉伯詞典編輯者Firuzabadi稱之為「我們的謎語」 ，而13世紀波斯天文學家Zakariya al-Qazwini說：「人們用這顆星測試視力。」亚历山大·冯·洪堡將其描述為難以看到，而阿拉戈同样提到了它。天文学家帕特里克·穆爾爵士暗示，這實際上是指視覺上位於開陽和開陽增一之間的另一顆星。這顆恆星有時被稱為「路德維希星」，由德國天文學家约翰·乔治·李卜克内西（1679年4月23日-1749年9月17日）於1722年12月2日觀測到，並以其贊助人路德維希八世命名。 李卜克內西認為它是一顆行星，但貝內代托·卡斯泰利早在16世紀之前的一个世紀就已经觀測到它位於完全相同的位置，這表明它是一顆背景恆星。
在日本神話中 ，開陽增一被稱為「寿命星」，人們認為看不見這顆星的人會在年底前過世。日本漫画《北斗神拳》將這個傳說用作「死兆星」的原型，其中看見死兆星的人將在年內死亡。

## 六合星系統
貝內德托·卡斯特利是16世紀伽利略的同事，他透過望遠鏡觀察了開陽，並意識到這是一個雙星系統：開陽A（Mizar A）和開陽B（Mizar B）。然後，在整個19世紀和20世紀初，借助幫助光譜學，科學家發現開陽A和B都是雙星系統。到了1908年，開陽「雙星」是史上首個發現的五合星系統。
2009年，羅徹斯特大學的Eric Mamajek及其同事在尋找系外行星時發現開陽增一（Alcor）也是雙星系統，這使開陽雙星成為了六合星系統。美国自然历史博物馆的本·奥本海默（Ben Oppenheimer）也独立得出了同样的结论。